# Stylobates cancrisocia
Stylobates cancrisocia är en havsanemonart som först beskrevs av Oscar Henrik Carlgren 1928.  Stylobates cancrisocia ingår i släktet Stylobates och familjen Actiniidae. Inga underarter finns listade i Catalogue of Life.